# Irene Hendriks
Irene Hendriks, född den 13 april 1958 i Ngalieme, Kongo-Kinshasa, är en nederländsk landhockeyspelare.
Hon tog OS-guld i damernas landhockeyturnering i samband med de olympiska landhockeytävlingarna 1984 i Los Angeles.